# Metopius venustus
Metopius venustus är en stekelart som beskrevs av Tosquinet 1889. Metopius venustus ingår i släktet Metopius och familjen brokparasitsteklar. Inga underarter finns listade i Catalogue of Life.